# Phân biệt chủng tộc có hệ thống

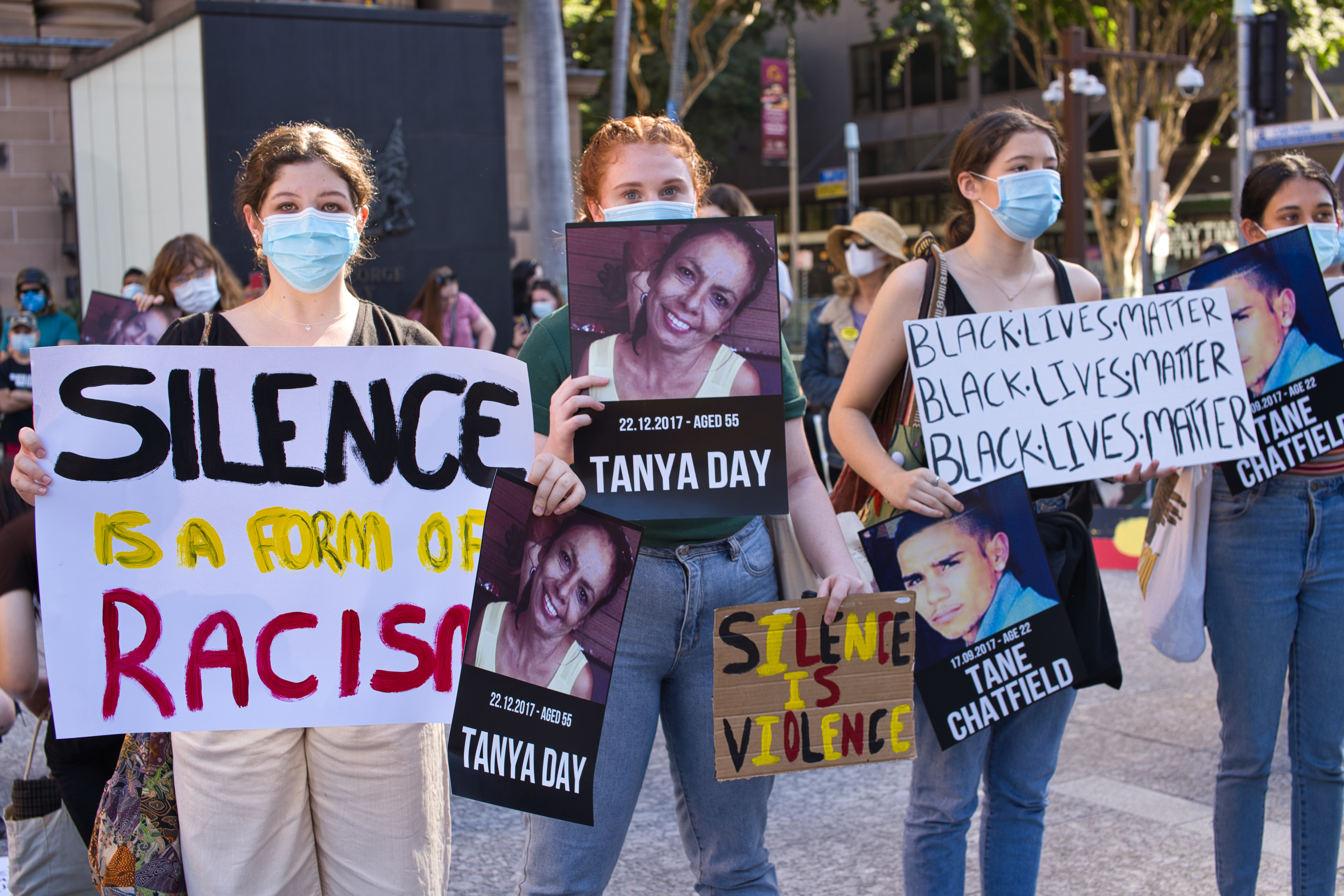
Các cuộc biểu tình chống phân biệt chủng tộc, tuy vậy dường như nó chưa phải là giải pháp căn cơ hữu hiệu đối với sự phân biệt có hệ thống cố hữu

Phân biệt chủng tộc có hệ thống (Systemic racism) hay thể chế phân biệt chủng tộc (Institutional racism) được định nghĩa là các chính sách và thực trạng trên bình diện xã hội hoặc ở khía cạnh tổ chức nhằm dẫn đến và hỗ trợ liên tục mang lại lợi ích không công bằng (đặc lợi) cho một số người và đối xử bất công hoặc có hại đối với những người khác dựa trên yếu tố chủng tộc. Nó biểu hiện bằng sự phân biệt đối xử trong các lĩnh vực như tư pháp hình sự, việc làm, nhà ở, y tế, giáo dục và đại biểu chính trị. Thuật ngữ thể chế phân biệt chủng tộc lần đầu tiên được đặt ra vào năm 1967 do tác giả Stokely Carmichael và Charles V. Hamilton trong tác phẩm: Quyền lực của người da đen: Chính trị giải phóng. Carmichael và Hamilton đã viết vào năm 1967 rằng, trong khi sự phân biệt chủng tộc ở góc độ cá nhân thường có thể nhận diện được vì bản chất công khai của nó, thì sự phân biệt chủng tộc về mặt thể chế lại ít được nhận biết hơn vì bản chất "ít công khai hơn, tinh vi hơn nhiều" của nó. Phân biệt chủng tộc thể chế "bắt nguồn từ hoạt động của các lực lượng được thành lập và tôn trọng trong xã hội, và do đó nhận được ít sự lên án của công chúng hơn nhiều so với phân biệt chủng tộc cá nhân". Đây là tình trạng phân biệt chủng tộc ở nhiều cấp độ và hệ thống trong xã hội.
Khái niệm này được dùng lần đầu vào năm 1967 bởi hai nhà hoạt động nhân quyền Stokely Carmichael và Charles V. Hamilton. Họ chỉ rằng, khác với sự kỳ thị đơn thuần (tức người này ghét người kia), Hệ thống cơ chế này là một thế lực bao trùm lên cả xã hội khiến người da màu không thể thăng tiến. Phân biệt chủng tộc có hệ thống hiện diện ở một số khía cạnh như: Về khía cạnh kinh tế thì mức lương trung bình của người da màu thấp hơn người da trắng dù có cùng bằng cấp và ngành nghề. Về giáo dục thì người da màu có ít cơ hội tiếp cận và hoàn thành giáo dục hơn. Về Luật pháp thì người da màu không được thụ hưởng quá trình thi hành luật pháp công bằng (bị đàn áp bởi cảnh sát, bị khép án nhanh và chịu án nặng hơn) về mặt giải trí thì người da màu ít được xuất hiện trong vai chính của các bộ phim lớn hoặc nếu có thì chỉ được đóng vai phản diện. Phân biệt chủng tộc theo thể chế được Sir William Macpherson định nghĩa trong một báo cáo vào 1999 là: "Sự thất bại tập thể của một tổ chức trong việc cung cấp dịch vụ phù hợp và chuyên nghiệp cho mọi người vì màu da, văn hóa hoặc nguồn gốc dân tộc của họ. Nó có thể được nhìn thấy hoặc được phát hiện trong các quá trình, thái độ và hành vi dẫn tới sự phân biệt đối xử thông qua định kiến, sự thiếu hiểu biết, thiếu suy nghĩ và định kiến phân biệt chủng tộc gây bất lợi cho người dân tộc thiểu số.".
Về cơ bản, phân biệt chủng tộc có hệ thống chưa bao giờ biến mất. Dạng phân biệt chủng tộc có hệ thống này vẫn đang còn tồn tại khắp nơi trên thế giới. Nạn nhân của nó thường là người thuộc chủng tộc thiểu số, ít có tiếng nói trong thể chế chính trị, ở nhiều nước phương Tây như Mỹ và Anh thì nạn nhân là người gốc Phi, Á, người thổ dân da dỏ. Ở Canada, mức sống của người dân bản da đỏ địa ở Canada thấp hơn nhiều so với những người không phải bản địa, và họ cùng với những nhóm thiểu số hữu hình khác vẫn là nhóm nghèo nhất ở Canada.  Đây là vấn đề dai dẳng ở các xã hội đa chủng tộc, nhất là các xã hội có lịch sử đô hộ được xây dựng từ nền tảng bất bình đẳng, trao quyền cho một dân tộc áp bức dân tộc khác, ở Mỹ, cách đây chỉ 100 năm, người da màu còn không được xem là công dân, cho đến cách đây 50 năm, người da màu vẫn không được ở chung một khu phố, học chung một trường học với người da trắng và nay họ vẫn phải đấu tranh vì sự sống của mình, hệ thống phân biệt này chỉ lắng xuống rồi trồi lên khi có những vụ tai nạn, bạo hành người da màu vượt quá sức chịu đựng của cộng đồng. Ở Hoa Kỳ, bắt đầu với Chính sách kinh tế mới của Tổng thống Franklin D. Roosevelt vào những năm 1930 và trong suốt những năm 1960 đã đóng góp vào sự tăng trưởng kinh tế của người da trắng bằng cách cung cấp các khoản bảo lãnh cho vay cho các ngân hàng, từ đó tài trợ cho việc sở hữu nhà của người da trắng và tạo điều kiện cho người da trắng di cư nhưng chính sách này lại không cung cấp các khoản vay dành cho người da đen.